# 杨秀娥
杨秀娥（1970年—），广东惠来人，汉族，中华人民共和国政治人物、第十一届全国人民代表大会广东地区代表。
广东省揭阳市惠来县溪西镇尖坑村党支部书记，是中共党员。2008年起担任全国人大代表。